# Brita Olsdotter
Brita Olsdotter, död efter 1719, var en gammal kvinna som enligt legenden ska ha räddat staden Linköping från att brännas av ryssarna under  Stora nordiska kriget.
Under ryska invasionsinfall i Sverige 1719 brände dessa ett flertal städer. Bland annat brände man Norrköping och marscherade därpå mot Linköping för att bränna också denna stad. På vägen mötte de en gammal gumma. Hon talade om för dem att en kurir hade kommit och sagt att den engelska flottan hade lagt till och att en svensk armé på 20 000 man var på väg. Ryssarna vände då om och avstod från att anfalla staden.
Det finns historier av liknande slag. Till exempel ska en prästfru Maria Faxell ha räddat sin hembygd i Värmland undan en norsk armé vid samma tid.     